# Cốc giấy

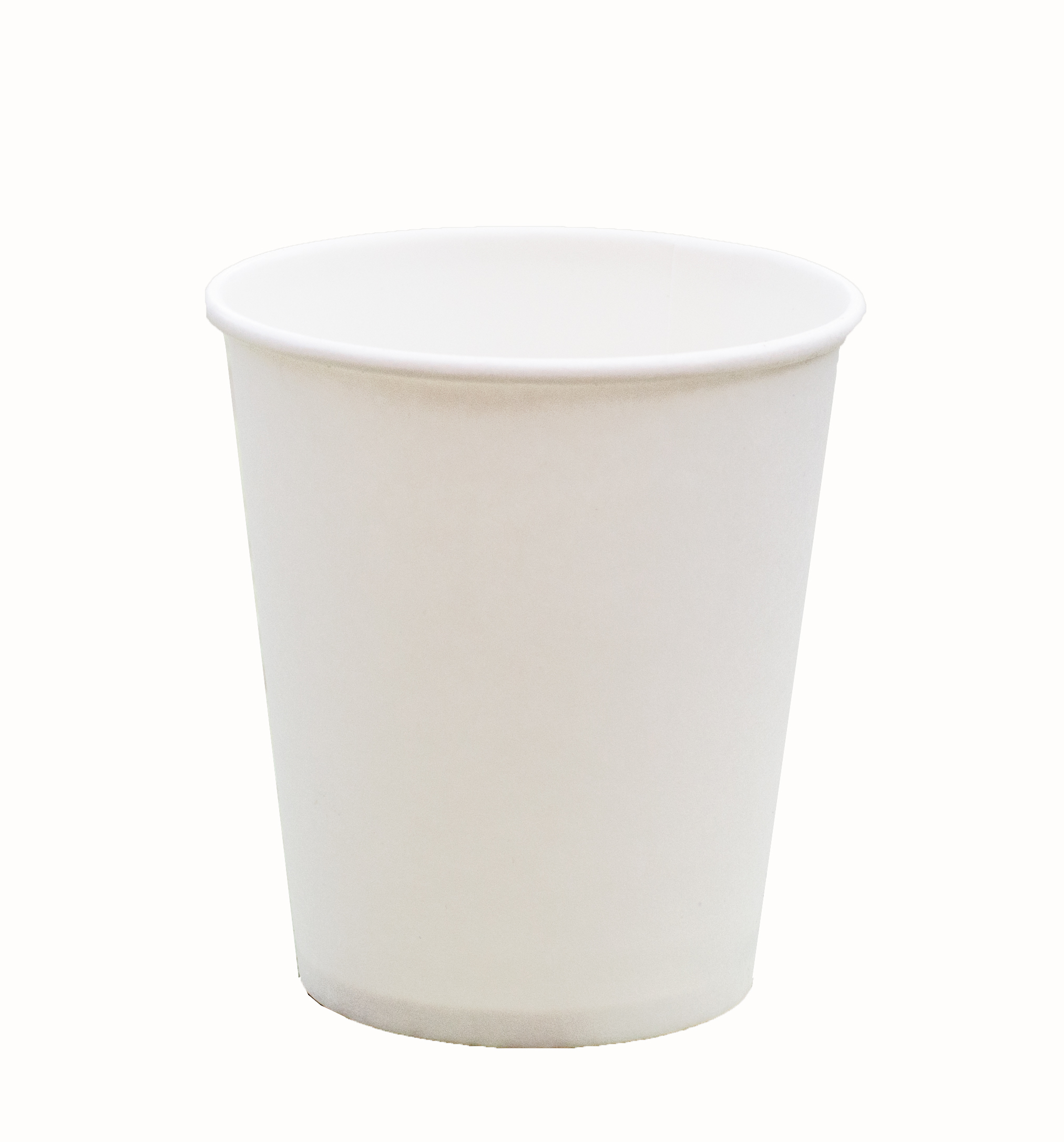
Cốc giấy loại đơn giản

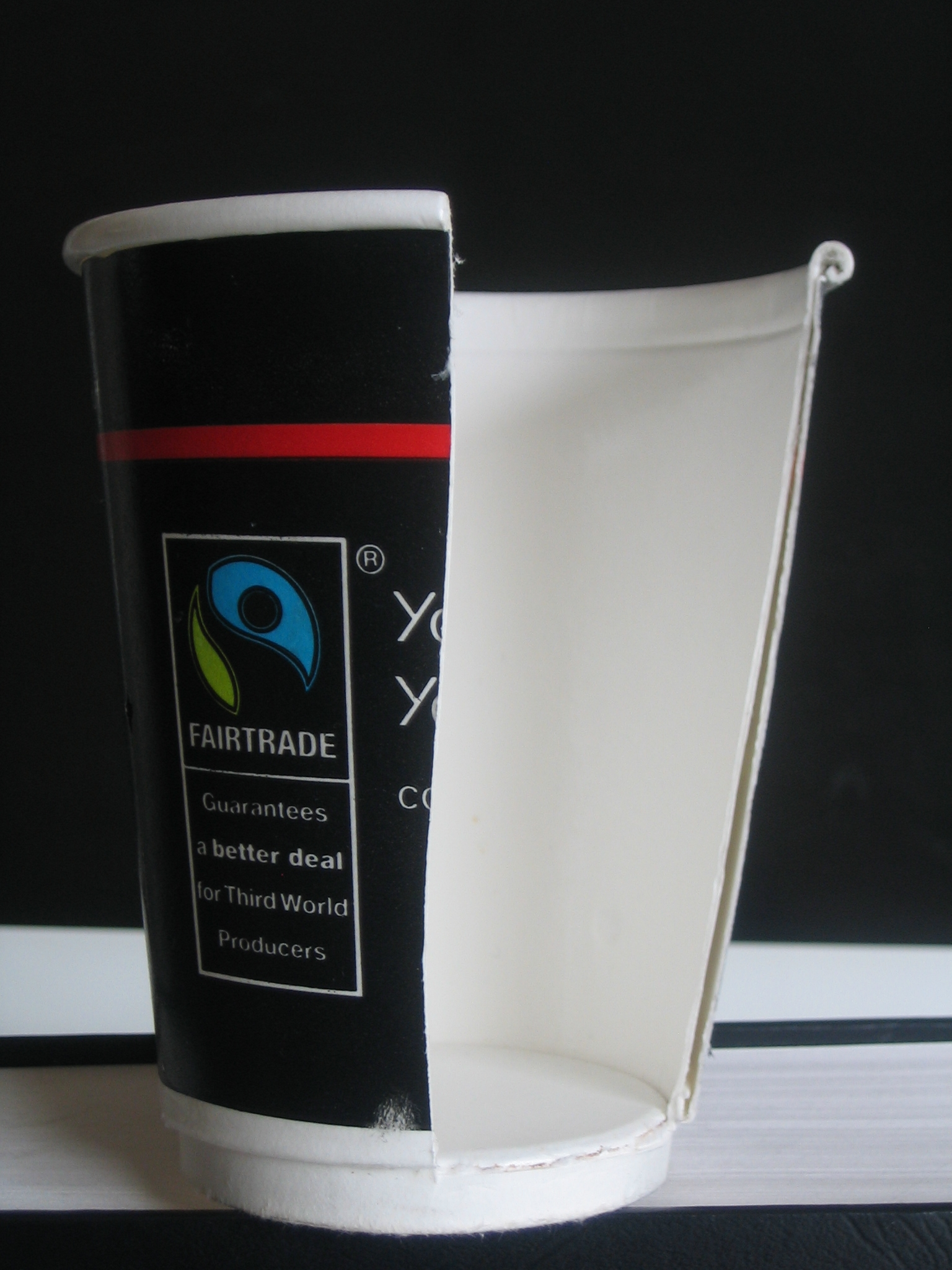
Cốc giấy cách nhiệt dành cho đồ uống nóng, cắt lớp để thấy tầng không khí

Cốc giấy là một loại cốc làm bằng giấy và thường được lót bằng nhựa hoặc sáp để ngăn chặn chất lỏng rò rỉ ra ngoài hoặc ngấm qua giấy và được sử dụng rộng rãi trên khắp thế giới.

## Lịch sử
Cốc giấy đã được dùng trong triều đình Trung Quốc, nơi mà giấy được phát minh vào thế kỷ thứ 2 TCN. Cốc giấy được gọi là 紙杯 và đã được sử dụng cho việc uống trà. Các cốc giấy đã được tạo ra với các kích cỡ và màu sắc khác nhau và được trang trí với nhiều kiểu thiết kế. Bằng chứng của cốc giấy xuất hiện trong một mô tả của các tài sản của gia đình họ Yu tại thành phố Hàng Châu.
Cốc giấy hiện đại đã được phát triển trong thế kỷ 20. Trong những năm đầu thế kỷ 20, nó đã được phổ biến để dùng chung cốc uống nước ngay tại nguồn nước như vòi lọc hoặc thùng nước trong xe lửa. Việc sử dụng chung này gây ra vấn đề sức khỏe công cộng. Một điều tra đáng chú ý về việc sử dụng cốc giấy là nghiên cứu của Alvin Davison, giáo sư sinh học tại Lafayette College, được xuất bản với tiêu đề giật gân "Cái chết nằm trong cốc uống nước tại trường học" trong tạp chí Kỹ thuật thế giới vào tháng 8 năm 1908, dựa trên nghiên cứu thực hiện tại Easton, trường công lập ở Pennsylvania. Bài báo đã được in lại và phân phối bởi Hội đồng Y tế Nhà nước của tiểu bang Massachusetts vào tháng năm 1909.
Do những mối quan tâm trên, và vì cốc giấy (đặc biệt là sau phát minh Dixie Cup năm 1908) đã trở thành rẻ, sạch và có sẵn, các lệnh cấm cốc dùng chung ở vùng địa phương đã được thông qua. Một trong những công ty đường sắt đầu tiên sử dụng cốc giấy dùng một lần là Lackawanna Railroad, bắt đầu sử dụng chúng trong năm 1909. Đến năm 1917, cốc dùng chung đã biến mất khỏi các toa xe đường sắt, được thay thế bằng cốc giấy, ngay cả tại các nơi chưa cấm cốc dùng chung.
Cốc giấy cũng được sử dụng trong bệnh viện vì lý do sức khỏe. Năm 1942 trong một nghiên cứu, State College Massachusetts khám phá ra các chi phí của việc sử dụng cốc tái sử dụng sau khi được làm tiệt trùng gấp 1,6 lần chi phí của việc sử dụng cốc giấy dùng một lần. Những nghiên cứu này, cũng như việc giảm nguy cơ lây nhiễm, đã khuyến khích việc sử dụng cốc giấy trong các bệnh viện.

## Nắp đậy
Cốc giấy thường có nhiều loại nắp khác nhau. Với cốc đựng sữa chua, nắp màng nhôm hàn nhiệt thường dùng cho hộp nhỏ, còn nắp nhựa ép có thể đóng lại thường dùng cho hộp lớn với dung tích từ 150–200 ml (5–7 fl oz Mỹ) đến 250–1.000 ml (8–30 fl oz Mỹ). Nắp nhựa này giúp bảo quản sữa chua khi không sử dụng hết một lần.
Đồ uống nóng khi bán trong cốc giấy thường được đậy nắp nhựa để giữ nhiệt và tránh bị đổ. Nắp nhựa có lỗ nhỏ để người dùng uống trực tiếp qua đó. Một số loại nắp còn có thêm các tính năng như phần kéo mở, tường cao để bảo vệ lớp bọt của các loại đồ uống cao cấp, và chữ nổi trên nắp.
Vào năm 2008, sau khi nhận được nhiều phản hồi từ khách hàng về việc cà phê nóng bị bắn ra qua lỗ trên nắp, Starbucks đã giới thiệu một thanh nhựa đặc biệt để chặn lỗ này tại một số cửa hàng.

## Tại Việt Nam
Cốc giấy đã xuất hiện tại Việt Nam từ trước năm 1975, khi người Mỹ mang theo trong thời gian đóng quân tại Sài Gòn. Tuy nhiên, sau khi quân Mỹ rút khỏi Việt Nam, việc sử dụng cốc giấy cũng trở nên thưa thớt và không phổ biến nữa. Đến đầu thập niên 90, cốc giấy mới bắt đầu quay trở lại Việt Nam, thông qua các công ty nhập khẩu để phục vụ cho nhu cầu của các doanh nghiệp nước ngoài. Trong đó, các công xưởng của người Nhật Bản là những nơi đầu tiên sử dụng, tiếp theo là một số khách sạn lớn, chủ yếu nhằm đáp ứng nhu cầu về vệ sinh và tiện lợi trong môi trường công nghiệp và dịch vụ.
Vào đầu những năm 2000, cốc giấy ngày càng phổ biến hơn trong đời sống hàng ngày của người dân Việt Nam. Các siêu thị lớn bắt đầu bày bán cốc giấy như một mặt hàng gia dụng thông dụng. Sự tiện lợi và tính an toàn vệ sinh đã khiến cốc giấy trở thành lựa chọn ưa thích, đặc biệt trong các gia đình và văn phòng. Ngoài ra, sự phát triển mạnh mẽ của các chuỗi cửa hàng cà phê và đồ uống mang đi cũng đã thúc đẩy việc sử dụng cốc giấy rộng rãi hơn. Các thương hiệu lớn như Highlands Coffee, Trung Nguyên, và sau này là các chuỗi quốc tế như Starbucks, đã góp phần vào việc lan rộng cốc giấy trên toàn quốc. 
Cốc giấy hiện nay không chỉ xuất hiện trong các chuỗi cửa hàng cà phê mà còn được sử dụng trong nhiều lĩnh vực khác như sự kiện, hội nghị, và các dịch vụ ăn uống.